# Eduardo Cabrita
Eduardo Arménio do Nascimento Cabrita (ur. 26 września 1961 w Barreiro) – portugalski polityk, prawnik i samorządowiec, poseł do Zgromadzenia Republiki, od 2015 do 2021 minister.

## Życiorys
W 1984 ukończył prawo na Uniwersytecie Lizbońskim. Przez kilka lat pracował na tej uczelni jako wykładowca prawa podatkowego i finansów publicznych. Od 1984 do 1985 był doradcą sekretarza stanu do spraw administracji lokalnej, w 1985 podjął pracę jako inspektor finansowy w Inspeção Geral de Finanças. Od 1988 do 1996 przebywał w Makau, wykładał na tamtejszej uczelni, a także pracował w administracji tej jednostki. Powrócił następnie do Portugalii, gdzie pełnił kierownicze funkcje w administracji rządowej, m.in. od 1999 do 2002 był zastępcą sekretarza stanu w resorcie sprawiedliwości.
Działacz Partii Socjalistycznej. Od 2002 do 2006 był przewodniczącym zgromadzenia miejskiego w Barreiro. W 2002 po raz pierwszy wybrany na posła do Zgromadzenia Republiki, reelekcję uzyskiwał w wyborach w 2005, 2009, 2011, 2015 i 2019.
W listopadzie 2015 objął urząd ministra delegowanego w rządzie Antónia Costy, odpowiedzialnego za koordynację polityki rządowej. W tym samym gabinecie ministrem została również jego żona Ana Paula Vitorino. W październiku 2017 przeszedł na stanowisko ministra administracji i spraw wewnętrznych, na którym zastąpił Constançę Urbano de Sousa. Utrzymał tę funkcję w utworzonym w październiku 2019 drugim gabinecie dotychczasowego premiera. Ustąpił w grudniu 2021, gdy jego kierowca został oskarżony o spowodowanie wypadku drogowego ze skutkiem śmiertelnym (w związku z przekroczeniem prędkości). Dymisję Eduardo Cabrita ogłosił kilka miesięcy po tym zdarzeniu (polityk był pasażerem pojazdu prowadzonego przez oskarżonego kierowcę) i po powtarzanych wezwaniach do odejścia z rządu.